# Anelosimus may
Anelosimus may är en spindelart som beskrevs av Ingi Agnarsson 2005. Anelosimus may ingår i släktet Anelosimus och familjen klotspindlar.
Artens utbredningsområde är Madagaskar. Inga underarter finns listade i Catalogue of Life.